# Copşa Mică
Copșa Mică (tysk: Kleinkopisch; ungarsk: Kiskapus) er en by i distriktet Sibiu i Transsylvanien, Rumænien, beliggende nord for Sibiu, 33 km øst for Blaj og 12 km sydvest for Mediaș. Den lille by ligger hvor floden Vișa munder ud i Târnava Mare. Byens befolkningstal på 4.570 (2021) er betydeligt lavere end det tidligere niveau i 1989, året hvor kommunismen brød sammen i Rumænien. Ved folketællingen i 2011 var 78,8 % af indbyggerne rumænere, 11,9 % romaer og 8,7 % ungarere.

## Forurening
Byen var i 1990'erne kendt  som en af de mest forurenede i Europa. Dette skyldtes emissionerne fra to fabrikker i området:
- Den ene, der var åben fra 1935 til 1993, producerede carbon black til farvestoffer; dens emissioner gennemtrængte området i næsten 60 år og efterlod sod på huse, træer, dyr og alt andet i området. Pletterne fra disse årtiers aflejringer er stadig synlige.
- Den anden forureningskilde, som var mindre synlig, men som havde endnu alvorligere virkninger på byens indbyggeres sundhed, var Sometra, et smelteværk, hvis emissioner har bidraget til en betydelig højere forekomst af lungesygdomme og impotens samt en forventet levealder, der ligger ni år under gennemsnittet i Rumænien.[3]

- Tidligere Carbon black-fabrik
- Anlæg for ikke jernholdig Tungmetaller
- Slakkebjerg ved tungmetalanlæget
- Sorte huse